# Maserati 4CLT
Maserati 4CL/4CLT är en serie tävlingsbilar, tillverkade av den italienska biltillverkaren Maserati mellan 1939 och 1950.

## Bakgrund
När Alfa Romeo 158 Alfetta introducerades blev konkurrenterna plötsligt omoderna. Ettore Maserati konstruerade därför en ny bil som ersatte 6CM-modellen.

## Utveckling

### 4CL
Chassit på 4CL var en vidareutveckling från företrädaren, men bilen fick en helt ny fyrcylindrig motor. Cylinderhuvudet fick fyra ventiler per cylinder. Cylindermåtten var kvadratiska, det vill säga cylinderdiameter och slaglängd var lika stora. Till skillnad från dåtidens långslagiga motorer (större slaglängd än cylinderdiameter) kunde 4CL-motorn jobba vid högre varvtal med högre effektuttag som resultat.
Bilen debuterade på Brooklands 1939 och tillverkningen fortsatte även efter andra världskriget.

### 4CLT/48
Ernesto Maserati arbetade med en vidareutveckling av modellen. Det gammalmodiga chassit ersattes av en rörkonstruktion som var både starkare och lättare. Motorn fick dubbla Roots-kompressorer, precis som på huvudkonkurrenten, Alfettan.
4CLT/48 debuterade vid San Remos Grand Prix 1948. Då hade bröderna Maserati lämnat företaget för att starta eget med sitt nya märke OSCA.

### 4CLT/50
Till den första formel 1-säsongen 1950 uppdaterades bilen ännu en gång, för att minska vikten och öka motoreffekten. Tyvärr visade det sig att 4CLT/50, som vid det här laget var en drygt tio år gammal konstruktion, inte hängde med i konkurrensen.
Säsongen 1952 presenterade Maserati efterträdaren  A6GCM. Privatstallet Enrico Plate höll dock liv i sina 4CLT-bilar ytterligare något år.

## Tekniska data
| Tekniska data           | 4CL                                              | 4CLT/48                                          | 4CLT/50                                          |
| ----------------------- | ------------------------------------------------ | ------------------------------------------------ | ------------------------------------------------ |
| Motor:                  | Frontmonterad 4-cylindrig radmotor               | Frontmonterad 4-cylindrig radmotor               | Frontmonterad 4-cylindrig radmotor               |
| Cylindervolym:          | 1491 cm³                                         | 1491 cm³                                         | 1491 cm³                                         |
| Borrning x slaglängd:   | 78 x 78 mm                                       | 78 x 78 mm                                       | 78 x 78 mm                                       |
| Max effekt vid varvtal: | 220 hk vid 6 000 v/min                           | 260 hk vid 7 000 v/min                           | 280 hk vid 7 000 v/min                           |
| Ventilstyrning:         | 2 överliggande kamaxlar, 4 ventiler per cylinder | 2 överliggande kamaxlar, 4 ventiler per cylinder | 2 överliggande kamaxlar, 4 ventiler per cylinder |
| Kompression:            | 6,5:1                                            | 6,0:1                                            | 6,0:1                                            |
| Förgasare:              | Enkel Weber 45DCO                                | Dubbla Weber 50DCO                               | Dubbla Weber 52DCO                               |
| Överladdning:           | Roots-kompressor                                 | Dubbla Roots-kompressorer                        | Dubbla Roots-kompressorer                        |
| Växellåda:              | 4-växlad manuell                                 | 4-växlad manuell                                 | 4-växlad manuell                                 |
| Hjulupphängning fram:   | Dubbla tvärlänkar, torsionsfjädrar               | Dubbla tvärlänkar, skruvfjädrar                  | Dubbla tvärlänkar, skruvfjädrar                  |
| Hjulupphängning bak:    | Stel bakaxel, bladfjädrar                        | Stel bakaxel, bladfjädrar                        | Stel bakaxel, bladfjädrar                        |
| Bromsar:                | Hydrauliska trumbromsar                          | Hydrauliska trumbromsar                          | Hydrauliska trumbromsar                          |
| Chassi & kaross:        | Lådbalksram med aluminiumkaross                  | Fackverksram med aluminiumkaross                 | Fackverksram med aluminiumkaross                 |
| Hjulbas:                | 250 cm                                           | 250 cm                                           | 250 cm                                           |
| Torrvikt:               | 630 kg                                           | 630 kg                                           | 620 kg                                           |
| Toppfart:               | 250 km/h                                         | 270 km/h                                         | 280 km/h                                         |

## Tävlingsresultat
John Wakefield tog tre segrar i voiturette-klassen med 4CL under 1939. Året därpå vann Luigi Villoresi mellankrigstidens sista Targa Florio-lopp.
4CLT/48 gjorde succé redan i sitt debutlopp, San Remos Grand Prix 1948, som Alberto Ascari vann före Villoresi.

### Formel 1
Den åldrande bilen kunde inte hävda sig i konkurrensen säsongen 1950. Bäste Maserati-förare blev Louis Chiron med en tiondeplats i mästerskapet.

## Tillverkning
| Modell | Antal |
| ------ | ----- |
| 4CL    | 15    |
| 4CLT   | 29    |